# موراوا، استرالیای غربی
موراوا (به انگلیسی: Morawa) یک شهرک در استرالیا است که در استرالیای غربی واقع شده‌است.

## آب و هوا
ویژگی موراوا آب و هوای نیمه خشک، با تابستان‌های گرم و خفیف و سرد، زمستان کمی مرطوب.
| داده‌های اقلیم فرودگاه موراوا | داده‌های اقلیم فرودگاه موراوا | داده‌های اقلیم فرودگاه موراوا | داده‌های اقلیم فرودگاه موراوا | داده‌های اقلیم فرودگاه موراوا | داده‌های اقلیم فرودگاه موراوا | داده‌های اقلیم فرودگاه موراوا | داده‌های اقلیم فرودگاه موراوا | داده‌های اقلیم فرودگاه موراوا | داده‌های اقلیم فرودگاه موراوا | داده‌های اقلیم فرودگاه موراوا | داده‌های اقلیم فرودگاه موراوا | داده‌های اقلیم فرودگاه موراوا | داده‌های اقلیم فرودگاه موراوا |
| ماه                          | ژانویه                       | فوریه                        | مارس                         | آوریل                        | مه                           | ژوئن                         | ژوئیه                        | اوت                          | سپتامبر                      | اکتبر                        | نوامبر                       | دسامبر                       | سال                          |
| ---------------------------- | ---------------------------- | ---------------------------- | ---------------------------- | ---------------------------- | ---------------------------- | ---------------------------- | ---------------------------- | ---------------------------- | ---------------------------- | ---------------------------- | ---------------------------- | ---------------------------- | ---------------------------- |
| سابقهٔ بیش‌ترین °C (°F)        | ۴۷٫۲ (۱۱۷)                   | ۴۷٫۲ (۱۱۷)                   | ۴۳٫۰ (۱۰۹)                   | ۳۸٫۸ (۱۰۲)                   | ۳۵٫۰ (۹۵)                    | ۲۸٫۴ (۸۳)                    | ۲۶٫۸ (۸۰)                    | ۳۲٫۴ (۹۰)                    | ۳۶٫۲ (۹۷)                    | ۴۱٫۲ (۱۰۶)                   | ۴۳٫۷ (۱۱۱)                   | ۴۶٫۸ (۱۱۶)                   | ۴۷٫۲ (۱۱۷)                   |
| میانگین بیش‌ترین °C (°F)      | ۳۷٫۳ (۹۹)                    | ۳۶٫۸ (۹۸)                    | ۳۳٫۲ (۹۲)                    | ۲۸٫۹ (۸۴)                    | ۲۳٫۹ (۷۵)                    | ۲۰٫۲ (۶۸)                    | ۱۸٫۶ (۶۵)                    | ۲۰٫۳ (۶۹)                    | ۲۳٫۱ (۷۴)                    | ۲۸٫۳ (۸۳)                    | ۳۲٫۲ (۹۰)                    | ۳۵٫۲ (۹۵)                    | ۲۸٫۲ (۸۳)                    |
| میانگین روزانه °C (°F)       | ۲۸٫۶ (۸۳)                    | ۲۸٫۷ (۸۴)                    | ۲۵٫۶ (۷۸)                    | ۲۱٫۷ (۷۱)                    | ۱۷٫۲ (۶۳)                    | ۱۳٫۹ (۵۷)                    | ۱۲٫۳ (۵۴)                    | ۱۳٫۴ (۵۶)                    | ۱۵٫۴ (۶۰)                    | ۱۹٫۷ (۶۷)                    | ۲۳٫۴ (۷۴)                    | ۲۶٫۴ (۸۰)                    | ۲۰٫۵ (۶۹)                    |
| میانگین کم‌ترین °C (°F)       | ۱۹٫۹ (۶۸)                    | ۲۰٫۵ (۶۹)                    | ۱۸٫۰ (۶۴)                    | ۱۴٫۵ (۵۸)                    | ۱۰٫۴ (۵۱)                    | ۷٫۵ (۴۶)                     | ۶٫۱ (۴۳)                     | ۶٫۵ (۴۴)                     | ۷٫۷ (۴۶)                     | ۱۱٫۱ (۵۲)                    | ۱۴٫۶ (۵۸)                    | ۱۷٫۵ (۶۴)                    | ۱۲٫۹ (۵۵)                    |
| سابقهٔ کم‌ترین °C (°F)         | ۱۱٫۰ (۵۲)                    | ۱۱٫۳ (۵۲)                    | ۸٫۷ (۴۸)                     | ۵٫۰ (۴۱)                     | ۲٫۴ (۳۶)                     | −۱٫۹ (۲۹)                    | −۱٫۱ (۳۰)                    | −۰٫۲ (۳۲)                    | ۰٫۶ (۳۳)                     | ۲٫۵ (۳۷)                     | ۴٫۴ (۴۰)                     | ۷٫۰ (۴۵)                     | −۱٫۹ (۲۹)                    |
| بارندگی میلی‌متر (اینچ)       | ۲۴٫۲ (۰٫۹۵)                  | ۱۷٫۷ (۰٫۷)                   | ۱۸٫۲ (۰٫۷۲)                  | ۱۸٫۶ (۰٫۷۳)                  | ۳۷٫۴ (۱٫۴۷)                  | ۳۷٫۷ (۱٫۴۸)                  | ۴۲٫۸ (۱٫۶۹)                  | ۳۳٫۵ (۱٫۳۲)                  | ۲۳٫۸ (۰٫۹۴)                  | ۸٫۷ (۰٫۳۴)                   | ۱۰٫۳ (۰٫۴۱)                  | ۱۵٫۷ (۰٫۶۲)                  | ۲۸۵٫۹ (۱۱٫۲۶)                |
| میانگین روزهای بارندگی       | ۲٫۷                          | ۲٫۷                          | ۳٫۰                          | ۳٫۴                          | ۷٫۲                          | ۹٫۸                          | ۱۳٫۰                         | ۱۱٫۰                         | ۷٫۱                          | ۳٫۴                          | ۳٫۰                          | ۲٫۶                          | ۶۸٫۹                         |
| منبع:                        |                              |                              |                              |                              |                              |                              |                              |                              |                              |                              |                              |                              |                              |